# Nakajima A2N
Nakajima A2N (яп. 九〇式艦上戦闘機), палубный истребитель флота, Тип 90) — японский палубный истребитель-биплан времён японо-китайской и Второй мировой войн. Разрабатывался компанией «Накадзима».

## Разработка прототипа
Разработка истребителя фирмы «Накадзима» началась в 1929 году после закупки ряда американских истребителей, в том числе Boeing 69B (F2B-1) и Boeing 100 (F4B-1). Изучая их характеристики, инженеры пытались модифицировать уже имеющийся истребитель Nakajima A1N. Команда инженеров во главе с Такао Ёсидой разработала новый проект, который классифицировался как «палубный истребитель флота, Тип 3 улучшенный» (позднее по совету штаба флота классификация была изменена на «Тип 90»). Проект получил название Nakajima A2N1.
Первый образец самолёта был собран к декабрю 1929 года, который вскоре провёл первый полёт, а затем был собран и второй образец самолёта. Конструктивно прототип истребителя A2N не отличался от A1N: фюзеляж был тем же (за исключением крыльев бипланной коробки, взятых у Boeing 69B). Колёса шасси были закрыты обтекателями. В качестве двигателя использовался звездообразный Bristol Jupiter VI мощностью 450 л. с., вооружение составлял 7,7-мм синхронный пулемёт на левой стороне фюзеляжа.
Испытания показали, что истребитель превзошёл своего предшественника только в наборе скорости, и проект отклонили. В мае 1931 года инженер Дзинго Курихара создал прототип ещё одного самолёта, который был точной копией американского Boeing 69B, и этот проект оказался успешнее. Лёгкий и маневренный самолёт после завершения программы испытаний и был принят на вооружение под именем Nakajima A2N1 с соответствующей классификацией. Более популярным вскоре стал вариант A2N2 как основной в производстве.

## Описание
Истребитель A2N конструктивно представлял собой биплан смешанной конструкции: силовой набор фюзеляжа — металлический с полотняной обшивкой, набор крыльев — смешанный, лонжероны — металлические, нервюры — деревянные, обшивка — полотняная. Обтекатель, в отличие от экспериментального прототипа, не ставился на колёса. Двигатель: Nakajima Kotobuki-2 мощностью 550 л. с., вооружение состояло из двух 7,7-мм синхронизированных пулеметов Vickers. Синхронизатор снижал скорострельность, но при этом орудийная платформа была более устойчивой. Выпускались следующие варианты:
- A2N1: пулемёты располагались в верхнем крыле так, чтобы их не касался винт. Топливный бак (копия бака истребителя F4B) был расположен под фюзеляжем как отдельно обтекаемый элемент и легко демонтировался.
- A2N2: пулемёты были возвращены на фюзеляж, а баки — в фюзеляж.
- A2N3: двигатель Nakajima Ha-1 Kotobuk-2 KAI-1, мощность 585 л. с. Верхнее крыло бипланной коробки имело V-образный профиль с углом в 5 градусов. Модель стала прототипом для учебного истребителя повышенной летной подготовки A3N1.

С 1931 по 1935 годы были произведены 103 истребителя A2N. Ещё был произведён ряд истребителей, которые позднее были переоборудованы в A3N.

## Служба

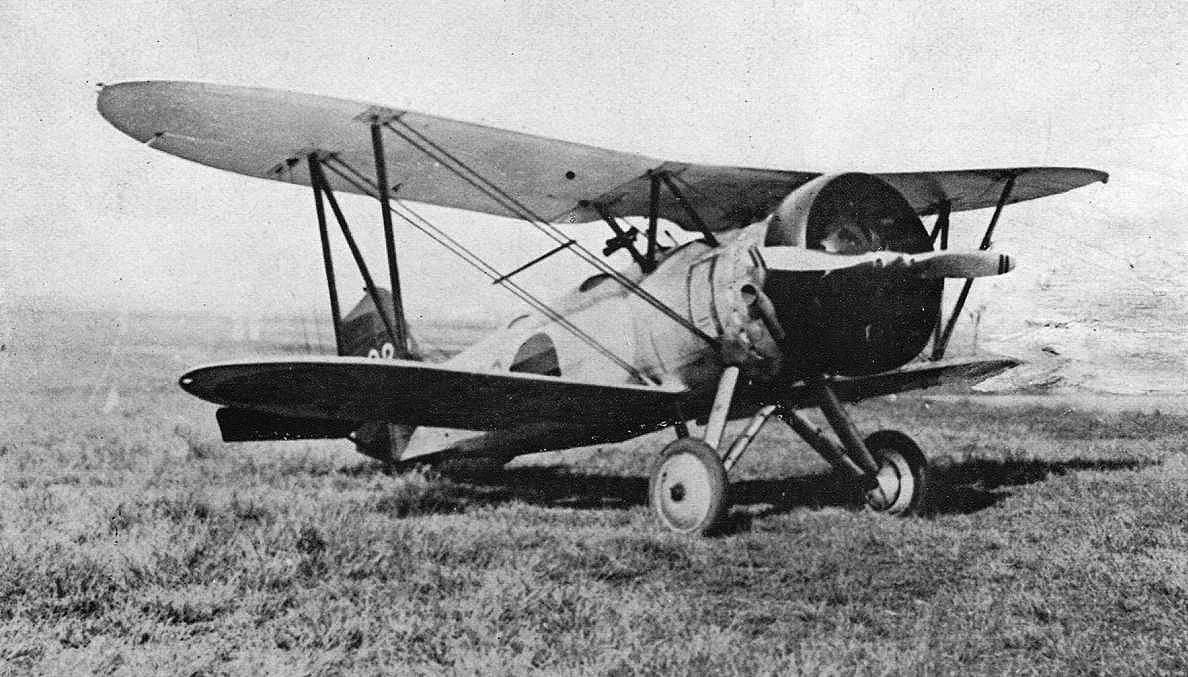
Nakajima A2N3-1

### Гражданская
В Японии существовала пилотажная группа флота, известная как «Летающий цирк Гэнды» — мастера пилотажа во главе с капитаном 1-го ранга Минору Гэндой участвовали в показательных выступлениях, гастролируя по всему миру и показывая своё мастерство.

### Военная
В июле 1937 года после инцидента на Лугоуцяо японцы стали стягивать свои силы к месту планируемых боёв. 12 августа 1937 из Сасебо к Китаю подошли корабли 3-го флота с лёгкими авианосцами «Хосё» и «Рюдзё», на которых находился 21 истребитель A2N. С 15 августа к операциям присоединился и тяжёлый авианосец «Кага» с 16 подобными истребителями.
- 16 августа шесть истребителей под командованием лейтенанта Тикамасы Игараси сражались над Кьянгваном, сбив три самолёта китайцев (один Vought O2U Corsair[англ.] и два Douglas O-38[англ.]). Один из «Дугласов» был сбит старшиной 1-й статьи Акио Мацубой.
- 17 августа четыре истребителя под командованием мичмана Тойоды провели налёт на Сучоу и сбила истребитель Curtiss Hawk III и бомбардировщик Northrop Gamma.
- 22 августа четыре истребителя под командованием младшего лейтенанта Тадаси Канэко в районе Лю Хо атаковала превосходящие силы китайцев (капитан Ван Тяньсян, командир 4-й истребительной группы из 18 самолётов). Были сбиты шесть самолётов: два самолёта сбил Канэко, а старшина 1-й статьи Ёсио Фукуи сбил три самолёта (ещё два были повреждены и разбились при посадке). По сведениям китайцев, два японских самолёта были сбиты капитаном Ваном, который сам погиб в бою; японцы утверждают, что с их стороны потерь не было.
- 23 августа в 8:40 четыре истребителя с авианосца «Рюдзё» под командованием младшего лейтенанта Минору Судзуки обнаружили группу из 27 китайских самолётов (в основном истребителей Boeing 281). По японским данным, были сбиты 9 или 10 самолётов, из них двое — лично Судзуки, трое — главным старшиной Масаити Кондо (все участники награждены грамотами от командующего флота). По китайским данным, самолётов было 19 во главе с капитаном Хуань Куаньханом, командиром 22-й эскадрильи 4-й истребительной группы, а потери составили два самолёта (лётчики Джин Зячжу и Ма Голянь, последний разбился при попытке совершения вынужденной посадки).
- 25 августа ещё три истребителя с авианосца «Хосё» под командованием младшего лейтенанта Харутоси Окамото перехватили над Шанхаем три бомбардировщика Martin B-10, сбив один из них. В тот же день истребители с авианосцев «Хосё» и «Рюдзё» вели бой над Сицзилином и Юнцзяобином против трёх японских бомбардировщиков: те безуспешно атаковали флот японцев. Один совершил аварийную посадку в Чанг-Чжоу, второй сел на аэродроме в Шанхае (сгорел на следующий день), третий (пилотируемый лидером Се Ваном) вернулся на базу.

Использование японских истребителей A2N сошло на нет с сентября 1937 года после поставки китайцами техники из СССР: против советских И-15 и И-16 японцы не могли ничего предпринять, и на смену бипланам пришли монопланы Mitsubishi A5M. Последний бой прошёл 21 сентября, когда японцы провели ряд налётов на Кантон. 15 истребителей вели бой утром против семи самолётов 29-й эскадрильи (командир — капитан Хо Чинвей) Curtiss Hawk III, и в ходе боя китайцы потеряли непосредственно два истребителя и два разведчика, но японцы из-за недостатка топлива также понесли потери: шесть самолётов не долетели до авианосцев и упали в воду (пилотов спасли моряки). Во второй половине дня 10 истребителей вели группу против оставшихся пяти китайских самолётов (командир — лейтенант Чен Шунна). Три истребителя китайцев были сбиты, погибли два пилота (командир Чен выпрыгнул с парашютом). Два самолёта сбил главный старшина Косиро Ямасита с авианосца «Рюдзё», один — старшина 1-й статьи Ёсио Фукуи. Потери китайцев составили 11 самолётов по китайским данным (16 по японским), японцы потеряли пять машин.
С октября по ноябрь 1937 года все самолёты были выведены из состава авиации Императорского флота Японии и отправлены на перевооружение. Немногие из них продолжили службу во время Второй мировой войны.

## Характеристики
Технические характеристики
- Экипаж: 1 человек
- Длина: 6,18 м
- Размах крыла: 9,37 м
- Высота: 3,03 м
- Площадь крыла: 19,74 м²
- Масса пустого: 1045 кг
- Нормальная взлётная масса: 1500 кг
- Силовая установка: 1 × 9-цилиндровый радиальный Nakajima Kotobuki-2
- Мощность двигателей: 1 × 500 л.с. (1 × 433 кВт)

Лётные характеристики
- Максимальная скорость: 292 км/ч
- Крейсерская скорость: 248 км/ч
- Практическая дальность: 500 км
- Практический потолок: 9 км

Вооружение
- Стрелково-пушечное: 2 × 7,7 мм пулемёта